# Erismantheae
Erismantheae es una tribu de plantas de flores perteneciente a la familia Euphorbiaceae. Comprende 3 géneros. El género tipo es: Erismanthus Wall. ex Mull. Arg.

## Géneros
- Erismanthus
- Moultonianthus
- Syndyophyllum